# Bosc-Bérenger
Bosc-Bérenger é uma comuna francesa na região administrativa da Normandia, no departamento de Sena Marítimo. Estende-se por uma área de 3,38 km². Em 2010 a comuna tinha 200 habitantes (densidade: 59,2 hab./km²).